# Al-Riffa SC
El Al-Riffa SC (àrab: نادي الرفاع, Nādī ar-Rifāʿ, Club d'ar-Rifà) és un club de Bahrain de futbol de la ciutat de Riffa.

## Història
El club va ser fundat el 1953 amb el nom de West Riffa Club. El 2002 adoptà l'actual nom en fusionar-se amb el Zallaq.

## Palmarès
- Lliga de Bahrain de futbol:[2]

1982, 1987, 1990, 1993, 1997, 1998, 2000, 2003, 2005, 2012, 2014, 2019, 2021, 2022
- Copa del Rei de Bahrain de futbol:[3]

1973, 1985, 1986, 1998, 2010, 2019, 2021
- Copa Federació de Bahrain:[3]

2000, 2001, 2004, 2014
- Copa Príncep de la Corona de Bahrain:[3]

2002, 2003, 2004, 2005
- Supercopa de Bahrain de futbol:[3]

2019